# Martin Löfgren
Isak Martin Löfgren, född 19 december 1880 i Ullervads församling, Skaraborgs län, död 7 november 1926 i Danderyds församling, Stockholms län, var en svensk ingenjör.
Efter tio års arbete utomlands inom teletekniska och elektromekaniska företag började Löfgren i oktober 1912 vid L M Ericsson. Från 1920 arbetade han mindre på grund av ett hjärtfel och några år senare fick han sjukpension från företaget efter en lättare hjärnskada.
Löfgren kom att arbeta med automatiska telefonväxlar baserade på ett samarbetsavtal mellan Ericsson och Axel Hultman vid Telegrafverket. I avtalet ingick bland annat att patent skulle tas ut i Hultmans namn. Utvecklingen som Löfgren deltog i bidrog till utvecklingen av 500-väljaren, som konstruerades av Knut Kåell. Löfgren hävdade senare att en del av det som patenterats i Hultmans namn i själva verket var hans konstruktioner, och att han inte visste att de patententerats som Hultmans förrän han läst om det i tidningen. Löfgren fick stöd för sin ståndpunkt av vissa kollegor, men inte av Ericssons ledning. Löfgren fortsatte sina försök att nå erkännande för sina insatser under sin sjukdomsperiod. Löfgren själv fick aldrig någon ekonomisk ersättning, men en kort tid efter hans död besökte Hultman, som hade tjänat betydande belopp på patentet, hans änka (som lämnats ensam med en dotter) och gav henne ett ekonomiskt stöd.